# Zaprowadź mnie
Zaprowadź mnie– сингл пољске певачице Наталије Шредер. Песма је коришћена у музичком албуму филма Tarapaty (Невоље). Сингл је објављен 7. септембра 2017. године.
Композиција је заузела 26. место на AirPlay – Top листи, најчешће пуштане песме на пољским радио станицама. Снимак је у Пољској добио статус двоструког платинастог сингла, преко 10.000 продатих примерака.

## Порекло песме и историјат њеног издања
Песму су написали и компоновали Natalia Szroeder и Przemysław Puk.
Сингл је објављен у дигиталном формату за преузимање 7. септембра 201. године у Пољској преко издавачке куће Margo Entertainment у дистрибуцији Warner Music Poland.. 
Песма је коришћена у музичком албуму филма Tarapaty (Невоље).

## Песма на радио станицама
Снимак је заузео 26. место на AirPlay – Top листи, најчешће пуштане песме на пољским радио станицама.

## Музички спот
За песму је направљен музички спот, у режији Marty Karwowskiej, који је 7. септембра 2017. године стављен на располагање путем веб странице YouTube.

## Награде и номинације
| Година | Земља  | Награда      | Исход   |
| ------ | ------ | ------------ | ------- |
| 2017   | Пољска | Златни сингл | 10 000+ |

| Година | Земља  | Топ листа     | Највиша позиција |
| ------ | ------ | ------------- | ---------------- |
| 2017   | Пољска | AirPlay – Top | 26               |